# Никольская церковь (Суздаль)
Церковь Николая Чудотворца (Никольская церковь) — православный храм в Суздале (Владимирская область), расположенный у крепостного вала в юго-восточной части Суздальского кремля. Построен в 1720—1739 годах как летняя приходская церковь. Имеет парную зимнюю Христорождественскую церковь (1775 год).

## История
Никольская церковь была построена в 1720—1739 годах на месте одноимённой деревянной церкви, сгоревшей во время большого городского пожара 1719 года.
В 1960 году церковь была реставрирована О. Г. Гусевой.
С 2007 года настоятелем храма и руководителем иконописной мастерской, расположенной в нём же, стал священник Андрей Давыдов.

## Архитектура
Церковь имеет типичное для посадского храма устройство и состоит из основного объёма, колокольни и соединяющей их трапезной. Перспективный портал и резные оконные наличники служат простым и изящным украшением гладкой стены основного объёма-четверика. Верхняя часть четверика окаймлена широким карнизом из мелких кокошников. Венчает храм луковичная главка, опирающаяся на тонкий барабан с двумя аркатурными поясами. Вероятно, первоначально храм был пятиглавым.
Колокольня в виде восьмерика на четверике по форме повторяет деревянные шатровые храмы. Четверик украшен фронтонами, а по его углам у основания восьмерика установлены небольшие шатровые башенки. Грани восьмерика украшены тремя ярусами ниш разной формы. Полукруглые ниши нижнего яруса повторяют ряд кокошников основного объёма, а над ярусом ширинок расположен ярус из барочных восьмигранных ниш. Ярус звона обрамлён двумя зубчатыми карнизами и лентами из изразцов, арочные проёмы звона отделены рустованными столбами, а верхняя его часть украшена миниатюрными башенками с крестами, сходные с башенками четверика. Венчает сооружение шатёр вогнутой формы с тремя рядами круглых и пятиугольных слухов и маленькая шлемовидная главка.